# Tatiana S. Riegel
Pour les articles homonymes, voir Riegel.
Tatiana S. Riegel est une monteuse américaine, connue pour ses films indépendants tels que Lars and the Real Girl (Une fiancée pas comme les autres), The Way Way Back (Cet été-là) et I, Tonya.
Elle a reçu un prix Eddie de l'American Cinema Editors dans la catégorie "Meilleure minisérie ou film pour la télévision non commerciale".

## Biographie
Tatiana S. Riegel est la sœur de l'actrice Eden Riegel.

## Filmographie

### Monteur
- 1990 : Denial
- 1993 : Le Double maléfique
- 1995 : Lover's Knot
- 1996 : Full Moon Rising
- 1999 : Splendeur
- 2000 : The Million Dollar Hotel
- 2001 : Noël en été
- 2001 : Pasadena (série télévisée)
- 2001 : Snow in August
- 2002 : Homeward Bound
- 2002 : Mes plus belles années (série télévisée)
- 2003 : Fly Cherry
- 2005 : Dr House (série télévisée)
- 2006 : Pu-239
- 2007 : Une fiancée pas comme les autres
- 2008 : Imaginary Bitches (en) (série télévisée)
- 2008 : My Own Worst Enemy (Mon meilleur ennemi, série télévisée)
- 2008 : The Cleaner (série télévisée)
- 2008 : What We Take from Each Other
- 2009 : Les Chèvres du Pentagone
- 2009 : United States of Tara (série télévisée)
- 2011 : Fright Night
- 2011 : Glee, le concert 3D
- 2011 : Kid Cudi: No One Believes Me
- 2013 : Bad Words
- 2013 : Cet été-là
- 2014 : Million Dollar Arm
- 2016 : The Finest Hours
- 2017 : Moi, Tonya
- 2018 : Gringo
- 2018 : Millénium : Ce qui ne me tue pas
- 2021 : Cruella de Craig Gillespie

### Producteur
- 2013 : Somewhere Slow

### Effets spéciaux
- 1993 : Last Action Hero

## Récompenses et distinctions
- (en) Tatiana S. Riegel: Awards, sur l'Internet Movie Database